# El martirio de San Andrés (Murillo)
El martirio de San Andrés es una obra de Bartolomé Esteban Murillo pintada entre 1675 y 1682, expuesta en el Museo del Prado.
El tono de la toda la composición recuerda a las obras de Peter Paul Rubens, especialmente a un  martirio de san andrés realizado por el flamenco. Otra influencia para este cuadro es, sin lugar a dudas, El martirio de San Felipe, del tenebrista José de Ribera.

## Análisis del cuadro
La imagen de esta página representa el martirio de San Andrés que según cuenta un relato del siglo III, murió en Patras (Peloponeso, actualmente Grecia) atado a una cruz en forma de equis, tal y como se ve en la pintura. 
Es ésta una obra de encargo. Murillo no pintaba casi nunca este tipo de asuntos religiosos. Aquí se puede ver un estilo más colorista que en su primera etapa, influenciado en este caso por Rubens y Ribera.
En el centro y dominando el cuadro se ve a San Andrés en su cruz de aspa. A su alrededor se aprecia una gran iluminación y justo en el centro esa  misma iluminación es amarillenta y parece que viene del cielo. Se adivinan en ella unos pequeños querubines. A la izquierda se ven unas mujeres en una escena muy realista. A la derecha hay unos caballos con sus jinetes y casi en primer plano se ve la grupa de uno de ellos. También nos presenta el pintor la presencia de un hombre con su perro. Este animal no falta nunca o casi nunca en las composiciones de Murillo. En este caso, el perro se gira hacia su amo, sin importarle nada la escena que están presenciando. El fondo del cuadro está muy desvanecido y a penas se intuyen unas arquitecturas al estilo del pintor Veronés. En todo el cuadro hay una atmósfera especial, técnica que el pintor adoptó en sus últimos años.